# Chi Mí
Lysidice là một chi thực vật có hoa trong họ Đậu.